# Halsilakmadevi, Bhalki
Halsilakmadevi là một làng thuộc tehsil Bhalki, huyện Bidar, bang Karnataka, Ấn Độ.